# Francis Dashwood
Francis Dashwood (Inglaterra, diciembre 1708-Inglaterra diciembre 1781)  fue un libertino acusado de satanista, filántropo, político y noble británico que fue entre otras cosas miembro de la Cámara de los Lores en el Parlamento Británico (por el Partido Conservador), tesorero real y canciller. Es famoso por ser fundador del Club del Fuego Infernal, organización satanista que agrupaba a diferentes miembros de la élite intelectual anglosajona. Aunque se discute si dicha organización era genuinamente satanista en el sentido religioso o sencillamente fuera de filosofía hedonista o un club social (libertino) usando un supuesto discurso satánico como símbolo o mofa contracultural.
Dashwood estaba casado con Lady Sarah Gould de Ellys, viuda del barón Richard Ellys. 
Políticamente Dashwood fue un tory toda su vida. Además de ejercer como miembro del Parlamento fue nombrado Canciller, Tesorero y posteriormente se le dio el título de Barón, esto a pesar del escándalo de sus prácticas satanistas. Sostuvo una amistad con Benjamin Franklin, líder de la independencia de Estados Unidos, quien en teoría era su rival ideológico y político siendo un revolucionario independentista mientras Dashwood era un conservador. Juntos según algunos, participaron en estas supuestas ceremonias y festines libertinos.
Dashwood también fue un filántropo y ejerció  como vicepresidente de Hospital Foundling que servía como un centro hospitalario para personas pobres.